# PKS Polonia Piła
PKS Polonia Piła (występuje pod nazwą Pronergy Polonia Piła) – polski klub żużlowy z Piły.
W rozgrywkach ligowych bierze udział od sezonu 2023. Zawody ligowe w sezonie 2023 drużyna zakończyła na szóstym miejscu z dorobkiem 10 punktów. Klub w sezonie 2024 zakończył rozgrywki ligowe na trzeciej lokacie z dorobkiem 11 punktów. 

## Sezony
| Sezon | Rozgrywki ligowe | Rozgrywki ligowe | Rozgrywki ligowe |
| Sezon | Liga             | Liga             | Miejsce          |
| ----- | ---------------- | ---------------- | ---------------- |
| 2023  | III              | II liga          | 6/7              |
| 2024  | III              | KLŻ              | 3/6              |

| Poziom ligowy | Liczba sezonów | Sezony    |
| ------------- | -------------- | --------- |
| III           | 2              | 2023–2024 |

## Kadra drużyny
Stan na 11 sierpnia 2025
| Kat.                                                   | Nar.   | Fed.   | Żużlowiec               | DMP (KLŻ) | DMPJ | Uwagi                             |
| ------------------------------------------------------ | ------ | ------ | ----------------------- | --------- | ---- | --------------------------------- |
| S                                                      | Polska | Polska | Adrian Cyfer            | T         |      |                                   |
| S                                                      | Polska | Polska | Tomasz Gapiński         | T         |      |                                   |
| S                                                      | Polska | Polska | Wiktor Jasiński         | T         |      | Wypożyczony ze Stali Gorzów Wlkp. |
| S                                                      | Polska | Polska | Norbert Kościuch        | T         |      |                                   |
| S                                                      | Dania  | Dania  | Jonas Seifert-Salk      | T         |      |                                   |
| U24                                                    | Polska | Polska | Krzysztof Sadurski      | T         |      | Wypożyczony ze Speedwaya Lublin   |
| U21                                                    | Polska | Polska | Hubert Gąsior           | T         | T    | Wypożyczony z Polonii Bydgoszcz   |
| U19                                                    | Dania  | Dania  | Villads Nagel           | T         |      | Wypożyczony ze Stali Gorzów Wlkp. |
| U19                                                    | Polska | Polska | Piotr Piotrowski-Prędki | T         | T    | Wypożyczony ze Stali Gorzów Wlkp. |
| U19                                                    | Polska | Polska | Jakub Żurek             | T         | T    | Wypożyczony z Unii Leszno         |
| U17                                                    | Polska | Polska | Denis Andrzejczak       | T         | T    | Wypożyczony ze Stali Gorzów Wlkp. |
| U17                                                    | Polska | Polska | Jakub Breński           | T         | T    | Wypożyczony z KS-u Toruń          |
| U17                                                    | Polska | Polska | Bartosz Lewandowski     | T         | T    |                                   |
| U17                                                    | Polska | Polska | Kamil Witkowski         | T         |      | Wypożyczony z PSŻ-u Poznań        |
| „” oznacza, że zawodnik został zgłoszony do rozgrywek. |        |        |                         |           |      |                                   |